# Backnang
Backnang (phát âm tiếng Đức: [ˈbaknaŋ] ⓘ;Bản mẫu:Lang-swg) là một thị trấn nằm trong bang Baden-Württemberg, Đức. Nơi đây nằm cách Stuttgart khoảng 30 km (19 mi) về phía đông bắc.